# Jenico Preston (16e vicomte Gormanston)
Pour les articles homonymes, voir Preston.
Jenico William Richard Preston, 16e vicomte Gormanston, né le 7 octobre 1914 et tué à la guerre à Rouen le 9 juin 1940, est un militaire et noble britannique.

## Biographie
Le titre de vicomte Gormanston de la pairie d'Irlande est le plus ancien titre de vicomte encore actif dans les îles Britanniques aujourd'hui. Robert Preston (en), Procureur général pour l'Irlande et petit-fils d'un marchand anglais établi en Irlande, est fait baron Gormanston vers la fin des années 1360 par le roi Édouard III. Son arrière-petit-fils Robert (en), Lord Deputy d'Irlande, est fait vicomte par le roi Édouard IV en 1478. Le prénom Jenico est porté par le 3e vicomte au XVIe siècle, et fréquemment porté ensuite par ses descendants.
Le 13e vicomte, Edward Preston, obtient en 1868 le titre de baron Gormanston de la pairie du Royaume-Uni, ce qui lui octroie ainsi qu'à ses descendants un siège à la Chambre des lords du Parlement du Royaume-Uni. Le 14e vicomte, Jenico Preston, est nommé gouverneur des Îles-sous-le-Vent britanniques, gouverneur de la Guyane britannique, puis gouverneur de Tasmanie. Jenico William Preston est son petit-fils, et le fils aîné du 15e vicomte.

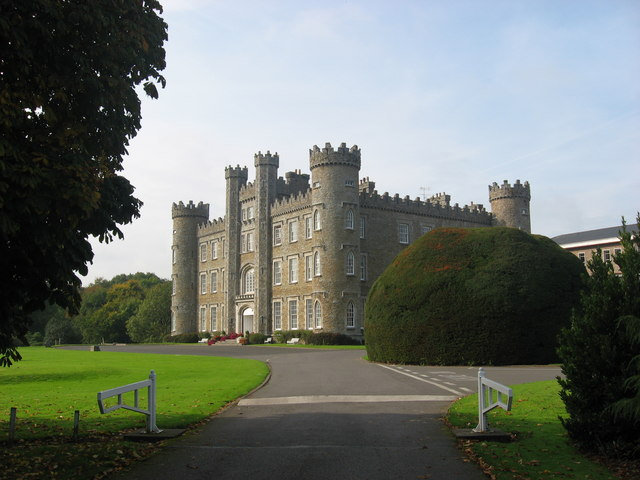
Le château de Gormanston dans le comté de Meath en Irlande. Bâti au début du XIXe siècle, il est la propriété ancestrale des vicomtes Gormanston.

Il devient le 16e vicomte (et 4e baron) à la mort de son père en novembre 1925. Il n'a alors que 11 ans, et ce n'est donc qu'en 1935 qu'il est admis à siéger à la Chambre des lords. En février 1939 il épouse Pamela Hanly, Irlandaise fille du capitaine Edward Hanly et de Lady Marjorie, elle-même fille du 9e comte de Denbigh. Le couple aura un unique enfant, leur fils Jenico, né en novembre 1939. Militaire de carrière, le 16e vicomte est second lieutenant dans le 4e bataillon du régiment d'infanterie légère King's Own Yorkshire Light Infantry (en) au déclenchement de la Seconde Guerre mondiale. Déployé à la bataille de France, et promu capitaine, il est tué au combat à Rouen le 9 juin 1940, à l'âge de 25 ans,,.
Il est l'un des cinquante-six parlementaires britanniques morts à la Seconde Guerre mondiale et commémorés par un vitrail au palais de Westminster. Son fils Jenico, âgé alors de dix-sept mois, devient le 17e vicomte Gormanston,.